# Mosso
Pour les articles homonymes, voir Mossos.
Mosso est une ancienne commune italienne de la province de Biella dans la région Piémont en Italie.

## Administration
| Période                                  | Période | Identité | Étiquette | Qualité |
| ---------------------------------------- | ------- | -------- | --------- | ------- |
|                                          |         |          |           |         |
| Les données manquantes sont à compléter. |         |          |           |         |

### Hameaux
Les hameaux (frazione/frazioni) sont : Borgata Capomosso, Borgata Piane, Borgata Sella, Località Bocchetto, Gianolio, Mosso Santa Maria, Pistolesa, Bellaria, Cerate, Crolle, Frieri, Garbaccio, Ricca, Taverna, Trabucco, Boschi e Venalba.

### Communes limitrophes
Bioglio, Campiglia Cervo, Piatto, Quittengo, Trivero, Vallanzengo, Valle Mosso, Veglio